# Туровка (Киевская область)
Ту́ровка (укр. Турівка) — село, входит в Згуровскую поселковую общину Броварского района Киевской области Украины. До 2020 года входило в состав Згуровского района.
Население по переписи 2001 года составляло 589 человек. Почтовый индекс — 07631. Телефонный код — 4570. Занимает площадь 2,835 км². Код КОАТУУ — 3221986401.

## Местный совет
07631, Київська обл., Згурівський р-н, с. Турівка, вул. Київська, 15

## История
С 1764 года в селе церковь Всех Святых.
Село есть на карте 1812 года.